# Pan Am (TV-serie)
Pan Am är en amerikansk dramaserie som handlar om fyra flygvärdinnor anställda på flygbolaget Pan American World Airways. Serien, som utspelar sig 1963, hade premiär på kanalen ABC den 25 september 2011. I Sverige visades det första avsnittet på TV 3 den 16 oktober 2011. 

## Rollista i urval
- Christina Ricci – Maggie Ryan
- Kelli Garner – Kate Cameron
- Margot Robbie – Laura Cameron
- Karine Vanasse – Colette Valois
- Mike Vogel – Dean Lowrey
- Michael Mosley – Ted Vanderway